# 黃敏蕎
黃敏蕎（英語：Wong Man Kiu Melody，2004年10月9日—），綽號阿妹，是香港ViuTV選秀真人騷《全民造星IV》96強參賽者。現為本地女子組合Lolly Talk成員之一。個人粉絲名稱為「蕎麥麵粉」。 她擅長的樂器是低音電結他。

## 簡介
2021年，年僅16歲的黃敏蕎報名參加ViuTV選秀節目《全民造星IV》，於第一輪比賽被淘汰。
《全民造星IV》賽後，黃敏蕎獲得不少個人演出機會，包括出任ViuTV節目《囝囝女女730》的嘉賓、廣告模特兒、代言人、司儀等。另外，她亦獲邀加入由《全民造星IV》參賽者自組組合Lolly Talk，成為了其中一位成員。Lolly Talk於2022年7月出道成為女團，並獲得當年的樂壇新人獎項。
2022年3月，黃敏蕎開始參與YouTube頻道「試當真」的演出，首次合作為短劇《三月的嵐》，對手為電影《狂舞派3》童星劉皓嵐。
2024年9月，黃敏蕎完成一連10場的音樂劇《重拾：10分鐘》。

## 影視作品

### 電視節目（ViuTV）
- 2021年：《全民造星IV》參賽者
- 2021年：《囝囝女女730》第212集嘉賓

### 電視節目（HOY TV）
- 2024年：《尋找喵喵的故事》第六集旁白及第十三集嘉賓

### 網上節目
- 2022年：「試當真」試映劇場《三月的嵐》[10]
- 2022年：「JFFT」《多人線上桌遊》
- 2022年：「試當真」試映劇場《校花校草2022》[11]
- 2022年：「試當真」試映劇場《Tinder媽媽》
- 2023年：「試當真」試玩毛《今際之國的有J》
- 2024年：「試當真」試運會《忍笑鐵人耐力賽》

### MV
- 2021年：Sinnie Ng 《失眠時我會呆望窗外等待你的來電》
- 2023年：Zarahn 《如果顏色有感覺》

### 音樂劇
- 2024年：《重拾：10分鐘》　飾　程韻Tata